# Guerra de Makun
La guerra de Makun fou un conflicte entre estats iorubes que va oposar principalment als egbes d'Abeokuta i al poble Makun
El poble egbe i el poble Makun vivien a tocar i es van produir molts matrimonis mixtes, però tot i l'estreta relació dels dos pobles els egbes eren molt hostils als makuns a causa de l'ambició territorial d'Abeokuta, la capital egba, que buscava terres, botí i esclaus i moltes vegades es van girar contra Makun el que va provocar diversos conflictes.
Els makuns es va haver de retirar-se del seu assentament al riu Owuru, el primer riu en direcció a Lagos que es troba al sortir de Makun; les terres a la dreta del riu, avui dia poblades per egbes, eren aleshores dels makuns. No obstant els makuns es van traslladar a un altre lloc amb la finalitat d'evitar una major confrontació amb els egbes; el nou establiment va ser nomenat Agege (no confondre amb Agege de Lagos) on altre cop foren atacats pels egbes i es van haver de traslladar a Badore, a l'actual encreuament de la ruta Likosi-Simawa-Okerala, a poca distància de la moderna Simawa. Els pobles dels voltants, Simawa, Ewu Eleku, Ewu Losi, Likosi, Okerala, Igbowaju. Araromi, etc havien construït anteriorment un mercat en aquest lloc en particular (Badore) però feia temps que havia estat abandonat. Simawa avui dia s'està estenent molt ràpidament cap al lloc de Badore. Els egbes van atacar als makuns a Badore el 3 de març de 1851 i van destruir l'assentament. Supervivents makuns es van refugiar a Ikorodu.
Balogun Jayesinmi era el cap dels guerrers de Makun aleshores i quan els egbas van ocupar Badore, Balogun Jayesinmi era a Ikorodo, però va morir poc després i fou nomenat un altre cap militar (balogun), Olumeru. En aquell moment l' Ewusi dels makuns era Inanuwa I. El nou balogun Olumeru va reorganitzar les seves forces i les va fer marxar contra Badore. Va atacar als egbas a vida o mort i els va derrotar en batalla (1852) recuperant Barode. Llavors els makuns van canviar la base i es van instal·lar a Agbele el mateix 1852 dirigits per Ewusi Inanuwa I. Es van establir les comunitats de Ibido i Igbepa a curta distància (les dues comunitats es van convertir en socis properes de la comunitat Makun-Agbele). Les tres comunitats Makun (Agbele), Ibido i Igbepa foren considerades com una sola família.
Les hostilitats egbes no es van reduir després de l'establiment dels makuns a Agbele. Es van lliurar diverses guerres contra Makun. Els makuns van participar en l'atac de Dahomey a Abeokuta el 3 de març de 1851 i a la guerra d'Ijaye (10 d'abril de 1860 a 17 de març de 1862). Makun seguia tenint problemes amb els egbes i amb l'Awujale (rei) d'Ijebu, i es va produir la guerra de Makun (1862-1864).
La segona guerra entre Abeokuta i Dahomey va esclatar el 19 de juny de 1862. Els egbes van establir un campament a Agbele i Makun va quedar en posició precària entre els dos contendents, que es va haver de retirar a Ikorodu el 23 de març de 1865 mentre soldats egbes i dahomeyans ocupaven Agbele Makun. Balogun Olumeru no acceptava la fugida i va arengar als seus homes i els va dir en termes audaços que havien de tornar a Agbele i enfrontar als egbes i els seus aliats. Van lluitar de manera heroica i molts soldats, incloent el mateix Balogun Olumeru, van morir durant la batalla. Va ser nomenat un altre balogun, de nom Sosimi, que era alt, guapo i molt fort; va tenir sota el seu comandament militars o generals com ara Kayin-Ogun, Agaga, Ogunsile i Lajiga Osinuga (Alias Lajiga Oogun); tots van lluitar de manera eficient i van desmantellar les forces d'Abeokuta i Dahomey. Els guerrers egbes i dahomeyans van fugir davant de les forces Makun i van ser perseguits fins al poble de Doogo.
La idea d'unir-se i establir-se en un lloc havia estat debatuda entre les comunitats tradicionals Rem causa dels mals socials devastadors de les guerres intestines. La reunió es va dur a terme sota la direcció del Akarigbo d'Ofen, Oba Oduname Igimisoje. La idea va ser acceptada per tots els governants tradicionals de la província de Remo. El motiu darrere de la solució de la unió era per allunyar l'enemic col·lectivament davant de la invasió de qualsevol agressor. Després de la derrota dels soldats d'Abeokuta i Dahomey el 1865, Makun no es va molestar a reparar el seu establiment seriosament danyat pels egbes, i va abandonar Agbele sota l' Ewusi Soleghe Olukokun I. Van arribar al lloc actual de Sagamu. Makun va arribar al nou assentament abans que qualsevol de les altres dotze comunitats. Makun va portar a terme tots els rituals necessaris per fer que el nou assentament fos adequat per viure. Es va nomenar el nou assentament del nom del rierol trobat que semblava màgica a la natura. El nom de la població va sortir de "Orisa gun amu Ewa" i abreujat a Sagamu. Fins a trenta comunitats es van acabar unint per formar Sagamu.